# Isabelle Hausser
Pour les articles homonymes, voir Hausser.
Isabelle Hausser est une romancière française née à Saint-Donat dans la Drôme le 14 novembre 1953. Elle a également effectué de nombreuses traductions.

## Biographie
Isabelle Hausser a grandi en Afrique subsaharienne et à Bordeaux.
Elle est diplômée de l’Institut d'études politiques (IEP) de Bordeaux (1974), titulaire d’une maîtrise de droit public et ancienne élève de l’École nationale d'administration (ENA).
De 1978 à 1987, elle est juge administrative au tribunal administratif de Paris. Mariée à un diplomate, elle l'accompagne dans ses différents postes : à Moscou de 1987 à 1991 où elle exerce des fonctions diplomatiques, en Allemagne de 1991 à 1994, à Bruxelles de 1998 à 2002, à New York de 2002 à 2006, à Damas en Syrie de 2006 à 2009. Depuis 2009, elle vit à Paris.
De ses différents lieux de résidence, elle tire le cadre de beaucoup de ses romans.

### Romans
- Célubée, Julliard, 1986 / Réédition : Éditions de Fallois, 2000
- Une nuit, Julliard, 1987
- Nitchevo, Éditions de Fallois, 1993, prix des libraires 1994
- Les Magiciens de l'âme, Éditions de Fallois, 1996
- La Chambre sourde, Éditions de Fallois, 1998
- La Table des enfants, Éditions de Fallois, 2001
- Une comédie familiale, Éditions de Fallois, 2003
- Le Passage des ombres, Éditions de Fallois, 2006
- Petit Seigneur, Éditions de Fallois, 2010
- Les Couleurs du sultan, Editions Buchet/Chastel, 2014

### Traductions
- Stefan Zweig, tome 3 : essais, de Stefan Zweig, LGF/Livre de poche 1996
- Les prodiges de la vie, de Stefan Zweig, LGF 1996
- Album Zweig, de Stefan Zweig, LGF 1997
- Je voulais l'unité de l'Allemagne, de Helmut Kohl, Éditions de Fallois, 1997
- Derrick et moi : mes deux vies, de Horst Tappert, Éditions de Fallois, 1999
- Mort transgénique, de Linda Grant, LGF, 2000
- L'incendie. L'Allemagne sous les bombes 1940-1945, de Jörg Friedrich, Éditions de Fallois, 2004
- Ne tirez pas sur l'oiseau moqueur, de Harper Lee, Éditions de Fallois, 2005 : relecture et actualisation de la traduction et postface
- Le chirurgien ambulant, de Wolf Serno, Éditions de Fallois, 2006
- Le Centre introuvable : la pensée politique des doctrinaires sous la Restauration, de Aurelian Craiutu, Plon, 2006
- Le Chirurgien de Campodios, de Wolf Serno, Éditions de Fallois, 2008

## Récompenses et distinctions
- 1994 : prix des libraires pour Nitchevo
- 2001 : grand prix Jean-Giono pour La table des enfants
- 2002 : grand prix des lectrices de Elle pour La table des enfants
- 2004 : prix silhouette du 7e art pour Une comédie familiale
- 2006 : prix du jury des lecteurs de Vivre Plus pour Le passage des ombres